# 迁移体

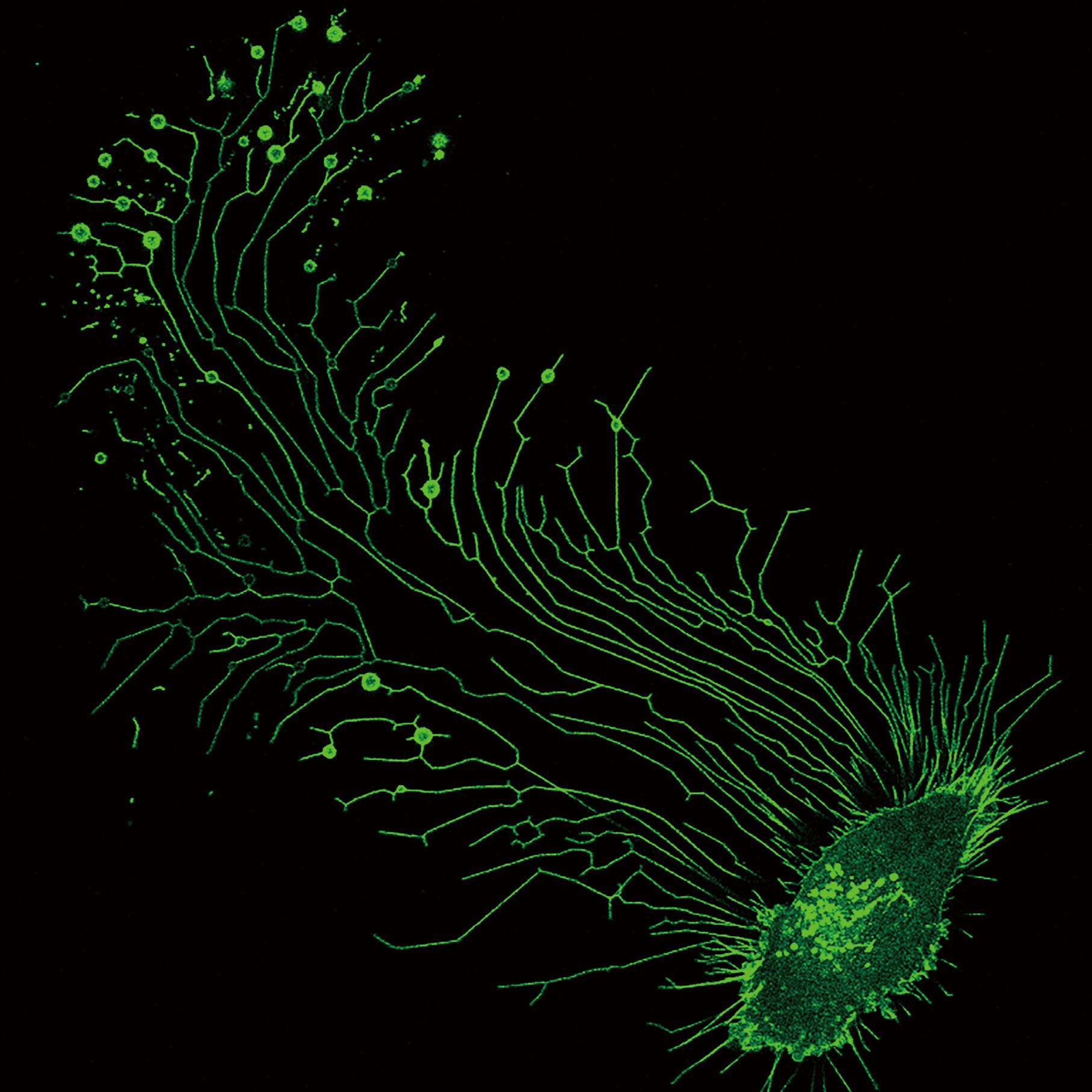
荧光显微镜下L929细胞的迁移体

迁移体（英語：migrasome）是细胞在迁移过程中形成的一种微米级囊泡结构，其形成主要与细胞尾部的收缩丝相关，是细胞迁移路径中沿途产生的特殊胞外结构。伴随细胞迁移，迁移体会不断产生，部分会脱离形成游离囊泡，而另一部分则可能被细胞回收或附着在细胞外基质上，随后在细胞信号传送中发挥重要作用。迁移体通常含有信号分子和核酸等内容物，可以通过不同途径影响周围环境或其他细胞。

## 分布
迁移体的存在已被证实于多种体外细胞和体内组织中，如成纤维细胞、癌细胞、免疫细胞、干细胞等。动物胚胎发育过程中的细胞迁移活动中也会有迁移体产生，例如在斑马鱼胚胎发育的原肠运动过程中, 中内胚层细胞会形成迁移体；在鸡胚发育过程中, 鸡胚绒毛尿囊膜中的单核细胞可以产生迁移体。

## 组成结构
迁移体由膜和腔内部分组成。迁移体膜富含四跨膜蛋白和整合素。膜上高浓度的胆固醇和四跨膜蛋白等成分能组装成四跨膜蛋白富集的微域（TEM）。
迁移体内部包裹有mRNA、mtDNA等核酸，以及趋化因子、细胞因子、生长因子、血管新生因子、形态发生素等多种信号分子。这些信号分子通过马达蛋白介导的分泌囊泡富集在迁移体中。

## 生物学功能
一个细胞产生的迁移体可以被另一个细胞吞噬，实现邻近细胞间的物质与信号传递。损伤的线粒体可以通过线粒体胞吐(mitocytosis)的方式进入迁移体并从细胞排除，从而影响细胞能量代谢。
迁移体还可以选择性地将信号分子运输到特定组织或位置。